# Chrysosplenium baicalense
Chrysosplenium baicalense är en stenbräckeväxtart som beskrevs av Carl Maximowicz. Chrysosplenium baicalense ingår i släktet gullpudror, och familjen stenbräckeväxter. Inga underarter finns listade i Catalogue of Life.